# Noroeste (Zâmbia)
A província do Noroeste é uma das 10 províncias de Zâmbia. Sua capital é a cidade de Solwezi.

## Distrito[1]
| - Chavuma - Ikelenge - Kabompo - Kalumbila - Kasempa - Manyinga - Mufumbwe - Mushindamo - Mwinilunga - Solwezi - Zambezi |